# Pouteria trigonosperma
Pouteria trigonosperma là một loài thực vật thuộc họ Sapotaceae. Loài này có ở Guyana và Suriname.